# Heiko Rieger
Heiko Rieger (* 21. August 1962 in Neuss) ist ein deutscher Physiker und Universitätsprofessor für Theoretische Physik an der Universität des Saarlandes.

## Leben und Werk
Heiko Rieger studierte Physik und Mathematik an der Universität zu Köln. Mit einer Dissertation zum Thema Dynamik von neuronalen Netzwerken und Ökosystemen wurde er dort bei Johannes Zittartz in Theoretischer Physik 1989 promoviert. In den folgenden Jahren war er Postdoktorand an der University of Maryland, College Park, an der University of California, Santa Barbara und an der University of California, Santa Cruz. 1995 habilitierte er sich an der Universität zu Köln. Im gleichen Jahr wechselte er als Heisenberg-Stipendiat an das Forschungszentrum Jülich. Seit 1999 ist er Professor für Theoretische Physik an der Universität des Saarlandes. Er war Gastprofessor an der École normale supérieure (Paris), an der Tokyo Metropolitan University, und der Université Paris-Sud (Orsay).
Forschungsschwerpunkte von Heiko Rieger liegen in der Statistischen Physik, der Computerphysik und der theoretischen Biophysik. Er war einer der Pioniere auf dem Gebiet der Erforschung von Alterungsprozessen in Spingläsern und anderen ungeordneten Systemen, Quantenphasenübergängen in ungeordneten Systemen, der Anwendung von Methoden der Kombinatorischen Optimierung auf physikalische Probleme, der Nichtgleichgewichtsdynamik von abgeschlossenen Quantensystemen, sowie der Untersuchung von Random Walks auf komplexen Netzwerken. Zurzeit befasst er sich mit der Physik von Krebs und des Immunsystems, sowie mit kollektiven Phänomenen in aktiver Materie. Seit 2013 ist er der Gründungssprecher des  interdisziplinären Sonderforschungsbereichs SFB 1027 an der Universität des Saarlandes, in dem Physiker, Biologen und Mediziner an der Physikalischen Modellierung von Nichtgleichgewichtsprozessen in  biologischen Systemen forschen.
Zahlreiche seiner Doktoranden und Postdoktoranden wurden weltweit Professoren der Theoretischen Physik: Ludger Santen, Raja Paul, Jae-Dong-Noh, Gregory Schehr, Deok-Sun Lee, Yu-Cheng Lin und Enrico Carlon.
Heiko Rieger ist Editor in Chief des European Physical Journal B und Co-Editor bei Journal of Statistical Mechanics: Theory and Experiment und Europhysics Letters. Seit 2016 ist er Ehrendoktor an der Universität der Wissenschaften Szeged.